# Будапеща
Будапеща (на унгарски: Budapest) е най-големият град и столицата на Унгария. Градът заема 9-о място по големина в ЕС и е втори град по големина на река Дунав (след Виена). Разположен е в Среднодунавската низина и заема площ от над 550 km². Населението на Будапеща възлиза на приблизително 2 милиона души (с предградията 2 997 958 души) – това е 1/5 от населението на Унгария. Будапеща е център на метрополен регион с население от 3 011 598 души, което съставлява 33 % от населението на Унгария. Днешната столица на Унгария е съставена от три исторически града, разположени на двата бряга на Дунав – Буда, Обуда и Пеща, които се обединяват през 1873 г. Пеща съставлява около 2/3 от града и е по-равната, търговска част на източния бряг на Дунава. Буда и Обуда са разположени на западния бряг на реката – по-хълмистата част на града, където са разположени Кралският дворец и хълма Гелерт.

## Наименование
Името „Будапеща“ е съчетание от имената „Буда“ и „Пеща“ в резултат от обединяването на двете селища на брега на Дунава през 1873 г. То се предхожда от няколко по-ранни споменавания, едно от които е от 1831 г. в книгата „Свят“ от граф Ищван Сечени, на когото е кръстен известният мост „Сечени“ и популярния балнеологичен комплекс.
Произходът на имената „Буда“ и „Пеща“ е неясен. Средновековните хроники сочат, че името „Буда“ произлиза от това на своя основател – Бледа или Буда, брат на хунския владетел Атила. Друго обяснение допуска, че името произлиза от славянската дума „вода“, което е превод на латинското име „Aquincum, Аквинкум“ – название на главното римско селище в региона.
Редица предположения съществуват и за произхода на името „Пеща“. Едно от тях твърди, че името датира от римско време, тъй като в този регион е имало крепост, наречена Контра Аквинкум, която била назована като „Πέσσιον, Песион“ от Клавдий Птолемей. Според друга теория, „Пеща“ произлиза от славянската дума „пещера“ или от думата „печь, пещ“, във връзка с пещера, в която горели огньове, или с местна варова пещ. В староунгарския език е имало сходна дума със значение на пещ/пещера, а оригиналното старонемско название на местността е било „Ofen“. По-късно с немското название „Ofen“ започнал да се назовава Буда.
Будапеща е наричана „Перлата на Дунава“ и „Столицата на СПА центровете и термалните бани“, заради множеството минерални извори, разположени на територията ѝ. 

## География
Будапеща заема 525 km² в централната част на Унгария и е оградена от градска агломерация, разположена на територията на област Пещ. Градът има диаметър 25 km в направление север-юг и 29 km в направление изток-запад. Река Дунав преминава през него от север на юг, като в Будапеща са разположени три дунавски острова – Обуда, Маргит и най-северната част на Чепел. Широчината на реката в най-тясната ѝ част е едва 230 m.
Градът е съставен от две части: равнинната Пеща на източния (ляв) бряг на Дунав и хълмистата Буда на десния бряг на реката. Теренът на Пеща постепенно се издига на изток, като най-източните ѝ части са на същата височина като ниските хълмове на Буда. Възвишенията на Буда, образувани през триаса, са изградени главно от варовик и доломит, в които има формирани пещери и други карстови образувания. Най-високата точка на Будапеща е хълмът Янош с надморска височина 527 m, а най-ниската – река Дунав с надморска височина 96 m.

### Климат
Климатът в Будапеща е умереноконтинентален. Характерни са високи температури през лятото и ниски през зимата. Сравнително често се наблюдават снеговалежи в периода от декември до февруари, когато температурите падат до −15 °C. Метеорологичните условия през пролетта са променливи с рязко повишаване на температурата. Лятото, продължаващо от май до средата на септември, е топло до много топло с температури надвишаващи 30 °C. Влажността на въздуха обикновено е ниска през сезона. През есента максималните температури надвишават 20 °C. През ноември количеството на валежите са повишава и понякога могат да се наблюдават и снеговалежи, а температурата спада рязко (с около 10 °C). Времето през зимата е променливо. Атлантически циклони могат да причинят затопляне и температурите през януари могат да достигнат до 15 °C. Наблюдават се снежни бури, често предизвикани от студени атмосферни фронтове над Русия.
| Климатични данни за Будапеща          | Климатични данни за Будапеща | Климатични данни за Будапеща | Климатични данни за Будапеща | Климатични данни за Будапеща | Климатични данни за Будапеща | Климатични данни за Будапеща | Климатични данни за Будапеща | Климатични данни за Будапеща | Климатични данни за Будапеща | Климатични данни за Будапеща | Климатични данни за Будапеща | Климатични данни за Будапеща | Климатични данни за Будапеща |
| Месеци                                | яну.                         | фев.                         | март                         | апр.                         | май                          | юни                          | юли                          | авг.                         | сеп.                         | окт.                         | ное.                         | дек.                         | Годишно                      |
| Абсолютни максимални температури (°C) | 17,7                         | 18,8                         | 25,0                         | 30,7                         | 33,5                         | 36,4                         | 40,7                         | 39,4                         | 34,4                         | 29,0                         | 20,4                         | 19,3                         | 40,7                         |
| Средни максимални температури (°C)    | 2,6                          | 5,0                          | 10,6                         | 17,1                         | 22,4                         | 25,3                         | 27,9                         | 27,4                         | 22,1                         | 16,1                         | 8,5                          | 3,2                          | 15,7                         |
| Средни температури (°C)               | 0,4                          | 1,4                          | 6,0                          | 11,8                         | 16,8                         | 19,8                         | 22,0                         | 21,5                         | 16,6                         | 11,1                         | 5,1                          | 0,5                          | 11,0                         |
| Средни минимални температури (°C)     | −2,9                         | −1,7                         | 2,1                          | 6,8                          | 11,5                         | 14,5                         | 16,4                         | 16,0                         | 11,8                         | 7,1                          | 2,3                          | −1,6                         | 6,9                          |
| Абсолютни минимални температури (°C)  | −22,2                        | −18,6                        | −14,8                        | −3,6                         | 0,0                          | 3,9                          | 8,3                          | 6,0                          | 0,0                          | −6,5                         | −13,4                        | −17,3                        | −22,2                        |
| Средни месечни валежи (mm)            | 38,5                         | 36,7                         | 37,4                         | 47,2                         | 64,5                         | 69,8                         | 50,4                         | 49,5                         | 42,7                         | 46,9                         | 59,9                         | 49,3                         | 592,8                        |
| ------------------------------------- | ---------------------------- | ---------------------------- | ---------------------------- | ---------------------------- | ---------------------------- | ---------------------------- | ---------------------------- | ---------------------------- | ---------------------------- | ---------------------------- | ---------------------------- | ---------------------------- | ---------------------------- |
| Източник: www.pogodaiklimat.ru        |                              |                              |                              |                              |                              |                              |                              |                              |                              |                              |                              |                              |                              |

## История
Писмената история на Будапеща започва с римския град Аквинкум, основан около 89 г. на мястото на по-старо келтско селище в близост до бъдещия квартал Обуда. Първоначално военен лагер, Аквинкум постепенно се превръща във важен търговски център. От 106 година до края на IV век той е столица на провинция Долна Панония. Римляните изграждат пътища, амфитеатри, бани и жилища с подово отопление. Днес Аквинкум е най-известният и добре запазен римски археологически обект в Унгария, превърнат в музей с открита и закрита част. От другата страна на Дунав, на мястото на днешната Пеща се появява селище, наречено Контра Аквинкум или Транс Аквинкум.
След IV век Аквинкум последователно е под властта на хуните и гепидите, а от средата на VI век – в Аварския хаганат. В началото на IX век е завладян от Франкската империя, а през 829 година – от България.
В самия край на IX век Панония е завладяна от маджарите, които столетие по-късно основават тук Унгарското кралство. Буда, където през 1247 година са построени градски стени и кралски замък за защита от монголците, става столица на Унгария през 1361 година. Завладяването на по-голямата част от Унгария от османците спира растежа на града. Пеща е превзета през 1526 г., а Буда през 1541 г. Докато Буда става седалище на турските управители, при превземането на града от австрийските Хабсбурги през 1686 г. Пеща е практически обезлюдена.
През XVIII и XIX век най-бързо се развива Пеща, която от 1723 г. е административен център на кралството. През 1800 г. Пеща е по-голяма от Буда и Обуда взети заедно, като до края на века населението ѝ нараства 20 пъти, достигайки 600 000 души, а това на Буда и Обуда само 5 пъти.
Сливането на трите района, проведено за пръв път по време на Унгарската революция през 1849 г., е отменено при възстановяването на властта на Хабсбургите. Градът е окончателно обединен от автономното унгарско правителство след образуването на Австро-Унгария от 1867 г., на 17 ноември 1873 г. Към края на XIX век населението на Будапеща е около 730 000 души.
През ХХ век разрастването на града става най-вече за сметка на предградията, като Уйпещ нараства повече от два пъти през 1890 – 1910 г., а Кишпещ над пет пъти през 1900 – 1920 г., докато по-голямата част от промишлеността в страната се концентрира в града. Човешките жертви през Първата световна война и загубата на повече от половината от територията на страната (1920 г.) само временно забавят растежа, оставяйки Будапеща като столица на по-малка, но вече суверенна държава. Към 1930 г. градът има 1 милион жители с още 400 000 в предградията.
При избухването на Балканската война през 1912 г. един човек от Будапеща е доброволец в Македоно-одринското опълчение.
В края на Втората световна война градът е в центъра на Будапещенската операция, завършила с неговото превземане от Съюзниците.
Днешният си размер Будапеща достига на 1 януари 1950 г., когато към нея са присъединени 7 близки града и 16 близки села.
Около една трета от двестахилядното еврейско население на Будапеща е избито в нацисткия геноцид по време на окупацията на града от Германия през 1944 г. Будапеща понася тежки разрушения по време на съветската обсада през последвалата зима, както и от кървавото потушаване на народното въстание от 1956 г. По-късно градът се възстановява, превръщайки се донякъде във витрина на относително прагматичната политика, провеждана от комунистическото правителство след 60-те години. От 80-те години столицата, както и цялата страна, е засегната от засилена емиграция и отрицателен естествен прираст.

## Население

### Етнически състав
Численост и дял на етническите групи според преброяването на населението през 2001 година:
|           | Численост | Дял (в %) |
| Общо      | 1 777 921 | 100.000   |
| Унгарци   | 1 631 043 | 91.738    |
| Германци  | 18 097    | 1.017     |
| Цигани    | 14 019    | 0.788     |
| Словаци   | 4929      | 0.277     |
| Гърци     | 3410      | 0.191     |
| Румънци   | 2637      | 0.148     |
| Китайци   | 2289      | 0.128     |
| Украинци  | 2055      | 0.115     |
| Поляци    | 2044      | 0.114     |
| Хървати   | 1525      | 0.085     |
| Араби     | 1312      | 0.073     |
| Българи   | 1207      | 0.067     |
| Евреи     | 1199      | 0.067     |
| Русини    | 735       | 0.041     |
| Арменци   | 655       | 0.036     |
| Словенци  | 643       | 0.036     |
| Африканци | 192       | 0.010     |

Численост и дял на етническите групи според преброяването на населението през 2011 година:
|           | Численост | Дял (в %) |
| Общо      | 1 729 040 | 100.000   |
| Унгарци   | 1 429 697 | 82.687    |
| Германци  | 28 818    | 1.666     |
| Цигани    | 20 151    | 1.165     |
| Румънци   | 8480      | 0.490     |
| Руснаци   | 6158      | 0.356     |
| Китайци   | 4982      | 0.288     |
| Словаци   | 3257      | 0.188     |
| Араби     | 2759      | 0.159     |
| Поляци    | 2758      | 0.159     |
| Виетнамци | 2723      | 0.157     |
| Сърби     | 2552      | 0.147     |
| Гърци     | 2311      | 0.133     |
| Българи   | 2271      | 0.131     |
| Хървати   | 2186      | 0.126     |
| Украинци  | 2128      | 0.123     |
| Арменци   | 1530      | 0.088     |
| Русини    | 789       | 0.045     |
| Словенци  | 271       | 0.015     |
| Други     | 41 438    | 2.396     |

## Политика и управление

### Кмет
Кмет на Будапеща от 13 октомври 2019 г. е Гергей Карачон, кандидат от зелената опозиционна партия – Диалог за Унгария, която има 5 депутати в Унгарския парламент.

### Административно деление
При създаването си през 1873 г. гр. Будапеща е разделена на 10 района, обозначени с римски цифри от I до X.
Буда обхваща районите I и II, Пеща обхваща районите IV, V, VI, VII, VIII, IX и X, а Обуда става район III.
През 1930 г. се създават 4 нови района. Районите XI и XII са изградени чрез обособяване на части на район I. Отделя се и северната част на районите V, VI, VII и X – западната част на тази територия става район XIII, а източната част става район XIV.
Следващата голяма промяна е през 1950 г., когато към Будапеща са присъединени 7 близки града и 16 села.
Район IV е прикрепен към район V, а бившият град Уйпещ става район IV. Част от другите близки независими села са присъединени към вече съществуващи райони на град. Друга част от бившите села и градове са групирани заедно и по този начин се образуват нови 8 нови района – от номер XV до номер XXII.
След падането на комунизма има много инициативи за образуване на нови райони и даже за отделяне на някои райони от Будапеща. Единствен успешен случай обаче е референдумът, проведен през 1994 г., когато част на район XX се отделя и по този начин се образува новият район XXIII.
Така днес Будапеща има 23 района. Всеки район има статут на независима община, ръководена от собствено пряко избрано депутатско събрание и собствен пряко избран кмет. Има и столично депутатско събрание и главен кмет на Будапеща (които също се избират пряко). Отделните райони не са подчинени на Будапеща, а властта се упражнява заедно. Поради това де факто Будапеща се управлява от 24 изборни органа и 24 кмета. Поради хаоса, който често предизвиква тази ситуация (например на една и съща улица има различни такси за паркиране от двете страни на улицата, поради това, че двете страни на улицата са към различни райони), преустройството на управлението на столицата постоянно е на дневен ред, но за такава промяна е необходимо мнозинство от 2/3 в унгарския парламент.

## Икономика
Будапеща е важен икономически център, поставян в една категория с градове като Амстердам, Хюстън, Сан Франциско, Виена, според „Мрежата за изследване на глобализацията и световните градове“, съставена от университета в Лъфбъроу, и е втората най-бързо развиваща се градска икономика в Европа, като БВП на глава от населението в града през 2014 г. се увеличава с 2,4%, а заетостта с 4,7% в сравнение с предходната година. Около Будапеща е концентрирана почти 60% от промишлеността на Унгария. Тук са центровете на машиностроенето, металургията и леката промишленост. Множество промишлени предприятия са разположени в кварталите Уйпещ и Обуда. Много световни компании за производство на битова техника са изградили свои заводи в града.
Също така в подкрепа на финансовата индустрия на Будапеща тук са разположени много клонове на международни банки и доставчици на финансови услуги, като например Citigroup, Morgan Stanley, GE Capital, Deutsche Bank, Сбербанк, ING Group, Allianz, KBC Group, UniCredit, MSCI и др.
Други традиционно силно представени индустрии в столицата са биотехнологията и фармацевтичната индустрия. Това са местни компании, като Egis, Gedeon Richter, Chinoin, както и международни биотехнологични компании като Пфайзер, TEVA, Novartis, Sanofi. Други хай-тек индустрии, като програмиране и инженеринг са представени добре, като в Nokia, Ericsson, Bosch, Microsoft, IBM работят хиляди инженери в областта на научните изследвания и разработки в града. Разработката на електронни игри също е много добре представена чрез главните офиси на местните Digital Reality, Black Hole и студията на Crytek и Gameloft. Освен горното, тук са регионалните офиси на световни фирми като Alcoa, General Motors, General Motors, ExxonMobil, British Petrol, British Telecom, Flextronics, Panasonic Corp, Huawei, Knorr-Bremse AG, Liberty Global, Tata Consultancy, Aegon, Wizz Air, TriGránit, MVM Group, Graphisoft, има заводи на Nissan CEE, Volvo, SAAB, Ford Motor Company и др.

## Инфраструктура и транспорт

### Летище
Будапеща се обслужва от международното летище Будапеща Ференц Лист (BUD) (кръстено на Франц Лист, забележителният унгарски композитор), едно от най-натоварените летища в Централна и Източна Европа, разположено на 16 километра източно-югоизточно от центъра на Будапеща, в кв. XVIII. Летището предлага международни връзки между всички големи европейски градове, а също и със Северна Америка, Африка, Азия и Близкия изток. Като най-натовареното летище в Унгария, то обслужва почти целия въздушен пътнически трафик на страната. Летището обслужва около 250 редовни полета дневно през 2013 г. и непрекъснато нарастващ брой чартъри. Лондон, Брюксел, Франкфурт, Мюнхен, Париж и Амстердам са съответно най-натоварените международни връзки, докато Торонто, Монреал, Дубай, Доха и Аликанте са най-необичайните в региона. Днес летището служи като база за Ryanair, Wizz Air, Budapest Aircraft Service, CityLine Hungary, Farnair Hungary и Travel Service Hungary и други. До летището се стига с обществен транспорт от центъра на града с метро линия 3 и след това летищен автобус № 200E.
Като част от стратегически план за развитие, 561 милиона евро са изразходвани за разширяване и модернизиране на летищната инфраструктура до декември 2012 г. Повечето от тези подобрения са завършени, отложените са новата товарна зона и новите кейове за терминал 2A и 2B, но тези разработки също са в режим на готовност и ще започнат веднага, когато трафикът на летището достигне подходящото ниво. SkyCourt, най-новата, модерна сграда между терминали 2A и 2B е с 5 нива. Проверките за безопасност на пътниците са преместени тук заедно с новите класификатори на багажа и новите бизнес салони на Malév и SkyTeam, както и първия салон на MasterCard в Европа.

### Публичен транспорт
Общественият транспорт в Будапеща се осигурява от Центъра за транспорт в Будапеща (BKK, Budapesti Közlekedési Központ), един от най-големите транспортни органи в Европа. BKK управлява 4 линии на метрото (включително историческата линия 1, най-старата подземна железопътна линия в континентална Европа), 5 крайградски железопътни линии, 33 трамвайни линии, 15 тролейбусни линии, 264 автобусни линии (включително 40 нощни маршрута), 4 лодки и BuBi, интелигентна мрежа за споделяне на велосипеди. Средно делничен ден линиите на BKK превозват 3,9 милиона пътници; през 2011 г. е обслужил общо 1,4 милиарда пътници. През 2014 г. 65 % от пътническия трафик в Будапеща е с обществен транспорт и 35 % с автомобил. Целта е 80 % – 20% до 2030 г. в съответствие със стратегията на BKK.
Развитието на комплексна интелигентна транспортна система в града напредва; приложението на интелигентни светофари е широко разпространено, те се управляват чрез GPS и компютър и автоматично дават приоритет на свързаните с GPS превозни средства на обществения транспорт, както и трафикът се измерва и анализира по пътищата и водачите на автомобили се информират за очакваното време за пътуване и трафик чрез интелигентни дисплеи (проект EasyWay). Потребителите на обществения транспорт незабавно се уведомяват за всякакви промени в обществения транспорт онлайн, на смартфони и на PIDS дисплеи, както и водачите на автомобили могат да следят промените в трафика и управлението на пътищата в реално време онлайн и на смартфони чрез BKK Info. Освен това всички превозни средства могат да се следят онлайн и на смартфони в реално време в целия град със системата Futár PIDS, докато непрекъснатото въвеждане на интегрирана система за електронни билети ще помогне за измерването на броя на пътниците на всяка линия и интелигентен контрол на честотата на обслужване.
Разработването на Futár, общоградската система за информация за пътниците в реално време и планиране на маршрути в реално време е завършено и сега цялото превозно средство на обществения транспорт е свързано чрез сателитна система. Информацията в реално време за трамваите, автобусите и тролейбусите е достъпна както за операторите в контролната зала, така и за всички пътници на всички спирки на смартфон и на градски улични дисплеи. Внедряването на последно поколение система за автоматизирано събиране на билети и електронни билети с NFC съвместимост и безконтактни смарт карти за многократна употреба за извършване на електронни плащания в онлайн и офлайн системи в Будапеща стартира през 2014 г., проектът се изпълнява и управлява от оператора на Hong Kong Octopus карта съвместно с една от водещите европейски компании за електронни билети и автоматизирано събиране на билети, Scheidt & Bachmann. Внедряването на 300 нови дигитални безконтактни автомата за продажба на билети ще приключи до края на 2014 г. в хармонизация със системата за електронни билети.
Трамвайните линии с номера 4 и 6 са най-натоварените градски трамвайни линии в света с един от най-дългите модели трамваи в света (54-метров Siemens Combino), който се движи на интервали от 2 – 3 минути в пиково време и 4 – 5 минути извън натовареното време. Дневните услуги обикновено са от 4 часа сутринта до между 23:00 и 0:30. Унгарските държавни железници управляват широка мрежа от железопътни услуги за крайградски пътници, тяхното значение в крайградския пътнически трафик е значително, но при пътуване в рамките на града е ограничено. Организаторът на обществения транспорт в Будапеща е общинската корпорация Център за транспорт на Будапеща (Budapesti Közlekedési Központ – BKK), която отговаря за планирането и организирането на мрежата и услугите, планирането и разработването на тарифни концепции, изпълнението на задълженията на доставчик на обществени услуги, управлението на обществените услуги договори, управление на системи за контрол и наблюдение, определяне и наблюдение на споразумения за ниво на обслужване, свързани с обществения транспорт, обслужване на задълженията за обслужване на клиенти, продажба и наблюдение на билети и карти, обслужване на интегрирани задължения за информация за пътниците, унифициран контрол на движението в Будапеща в рамките на обществения транспорт, обслужване на задължения, свързани с речната навигация, плюс управлението на пътищата на Будапеща, експлоатация на таксиметрови станции, единен контрол на развитието на велосипедния трафик в столицата, изготвяне на стратегия за паркиране и разработване на оперативна концепция, подготовка на управление на пътния трафик, разработване на оптимална система за управление на трафика, организиране и координиране на реконструкцията на пътя и повече, накратко, всичко, което е свързано с транспорта в града.

### Пътища и железопътен транспорт
Будапеща е най-важната унгарска пътна спирка, всички основни магистрали и железопътни линии завършват в границите на града. Пътната система в града е проектирана по начин, подобен на този в Париж, с няколко околовръстни пътища и авенюта, излъчващи се от центъра. Околовръстен път M0 около Будапеща е почти завършен, като липсва само един участък от западната страна поради местни спорове. Околовръстният път е дълъг 80 километра и след като бъде завършен, той ще бъде с дължина 107 километра.
Градът е жизненоважен транспортен център, тъй като всички основни европейски пътища и европейски железопътни линии водят до Будапеща. Дунав е бил и все още е важен воден път и този регион в центъра на Карпатския басейн се намира на кръстопътя на търговски пътища. Унгарските железопътни линии се управляват от Унгарските държавни железници. В Будапеща има три главни железопътни гари, Келети (Източна), Нюгати (Западна) и Дели (Южна), обслужващи както вътрешни, така и международни железопътни услуги. Будапеща е една от основните спирки на централно- и източноевропейския маршрут. Има и крайградска железопътна услуга в и около Будапеща, три линии от която се управляват под името HÉV.

## Основни забележителности и туризъм
Неоготическият парламент е най-голямата сграда в Унгария с дължина 268 m. Съществуващите останки от римския град Аквинкум се намират в музей със същото име, който е един от 223-те музея в Будапеща. Друг исторически музей е Къщата на терора, който се помещава в същата сграда, използвана от нацистите за щаб-квартира.

## Култура и съвременен живот
В Будапеща се намират архитектурни паметници като внушителния комплекс на Унгарския парламент, Рибарският бастион, Кралският дворец, църквата „Свети Матияш“, катедралата „Свети Стефан“, Националната опера и много други. В края на известния булевард „Андраши“ е разположен впечатляващият „Площад на героите“, където се издига сградата на Музея за изящни изкуства, притежаващ една от световно значимите сбирки на произведения на изкуството. Сред експонатите са произведения на Рафаел, Диего Веласкес, Ел Греко, Гоя, Ван Дайк, Огюст Роден и много други.
На около 20 km извън града се намира пистата за Формула 1 „Хунгароринг“, изградена през 1986 г. За състезанията, провеждани ежегодно в средата на август, пристигат около 120 000 зрители. На един от островите в р. Дунав – Маргит, са изградени множество спортни площадки и басейни.

## Известни личности
Родени в Будапеща
- Иван Беренд (р. 1930), историк
- Денис Габор (1900 – 1979), физик
- Арпад Гьонц (р. 1922), политик
- Исидор Гунсберг (1854 – 1930), британски шахматист от унгарски произход
- Етиен Давиньон (р. 1932), белгийски политик и бизнесмен
- Никълас Калдор (1908 – 1986), икономист
- Феликс Каниц (1829 – 1904), археолог и етнограф, роден в Пеща
- Имре Кертес (р. 1929), писател
- Ласло Кубала (1927 – 2002), футболист и треньор
- Пол Лукас (1891 – 1971), актьор
- Дьорд Петри (1943 – 2000), поет
- Симеон Варга (р. 1971), политик
- Юдит Полгар (р. 1976), шахматистка
- Дьорд Поя (1887 – 1985), математик
- Алберт Сент-Дьорди (1893 – 1986), физиолог
- Ласло Сабо (1917 – 1998), шахматист
- Пал Туран (1910 – 1976), математик
- Джон Харшани (1920 – 2000), американски икономист
- Агнеш Хелер (р. 1929), философка
- Теодор Херцел (1860 – 1904), общественик
- Ференц Хирзер (1902 – 1957), футболист и треньор
- Пал Шмит (р. 1942), фехтовач и политик

Починали в Будапеща
- Золтан Кодай (1882 – 1967), композитор
- Ласло Сабо (1917 – 1998), шахматист
- Маргит Ковач (1902 – 1977), скулпторка и керамичка
- Андор Лилиентал (1911 – 2010), шахматист
- Петру Майор (1761 – 1821), румънски историк и езиковед
- Самуил Мику-Клайн (1745 – 1806), румънски филолог
- Ласло Немет (1901 – 1975), писател
- Фридеш Рис (1880 – 1956), математик
- Янош Кадар (1912 – 1989), политик
- Гедеон Рихтер (1872 – 1944), фармацевт

Други хора, свързани с Будапеща
- Иван Попов (1890 – 1944), български дипломат и политик, управлява легацията през 1933 – 1935 г.
- проф. Александър Танев (1928 Будапеща – 1996 София), композитор

## Други
На Будапеща е наречена улица в Центъра на София (Карта).